# New 42nd Street
New 42nd Street es una organización sin fines de lucro con sede en Manhattan, Nueva York. Fue constituida en 1990 para supervisar el rediseño de siete teatros históricos que se encontraban en estado de descuido y abandono en la calle 42 entre las avenidas Séptima y Octava y para convertir dicha cuadra en un destino turístico atractivo en Manhattan. Los teatros eran el Teatro Apollo, Teatro Empire,Teatro Liberty, Teatro Selwyn, Teatro Times Square y el teatro Victory.
- El teatro Victory fue el primer teatro de la cuadra en ser restaurado y reaperturado como el teatro New Victory del circuito off-Broadway en 1995.[1][2]  El New Victory está planificado por New 42nd Street para enfocarse en entretenimiento familiar, incluyendo producciones internacionales de teatro, circo, títeres, opera y baile para niños de todas las edades. El programa del teatro se complementa con un laurado programa educacional en las escuelas de la ciudad de Nueva York.
- Los teatros Apollo y Lyric fueron demolidos y sólo se preservaron algunas secciones para su incorporación en un local de 1900 asientos para musicales de Broadway. El 26 de diciembre de 1997 se abrió como el Ford Center for the Performing Arts con la premier en Nueva York del musical Ragtime. Luego fue renombrado como el Hilton Theatre y luego el Foxwoods Theatre. Después de una adquisición por parte del Grupo de Teatro Ambassador, tomó el nombre de teatro Lyric.
- Los teatros Empire y Liberty se volvieron parte de un complejo de entretenimiento construido por Forest City Ratner que incluía el local en Nueva York del museo de cera de Madame Tussauds y el local de Ripley, ¡aunque usted no lo crea!. La portada del teatro Empire fue físicamente levantada y mudada más cerca a la octava avenida,[3] convirtiéndose en el lobby de un cine de la cadena AMC Theatres que abrió en el 2000.
- El teatro Selwyn Theatre se convirtió en el teatro American Airlines de 750 asientos, reaperturándose el 27 de julio del 2000 luego de algunas renovaciones. Actualmente es uno de los teatros de Broadway de la Compañía de Teatro Roundabout.
- En 2011, Broadway 4D Theaters, LLC alquiló el teatro Times Square para hacer un cine 4D inspirado en Broadway. Sin embargo, el proyecto fue cancelado. En el 2018, los inversores anunciaron que el local sería convertido en espacio comercial pero que se mantendría el proscenio, los palcos y otros elementos de la estructura original. Los trabajos durarían aproximadamente dos años y costarían $100 millones.[4]

New 42nd Street también administra el New 42nd Street Building en el 229 de la Calle 42 Oeste, diseñado por la firma de Platt Byard Dovell. El edificio abrió en el 2000 y aloja los estudios New 42nd Street así como "The Duke on 42nd Street"; un teatro de caja negra de 199 asientos nombrado en honor a Doris Duke y tres pisos de oficinas utilizados por siete organizaciones sin fines de lucro relacionadas con el teatro incluyendo New 42nd Street.